# Lethrus brachiicollis
Lethrus brachiicollis är en skalbaggsart som beskrevs av Leon Fairmaire 1855. Lethrus brachiicollis ingår i släktet Lethrus och familjen tordyvlar. Inga underarter finns listade i Catalogue of Life.